# Pyxicephalus cordofanus
Espèce
Synonymes
- Rana cordofana (Steindachner, 1867)

Statut de conservation UICN

 DD  : Données insuffisantes
"Pyxicephalus" cordofanus est une espèce d'amphibiens dont la position taxonomique est incertaine (Incertae sedis).

## Répartition
Cette espèce n'a été rencontrée que dans le Cordofan au Soudan qui est à l'origine de son nom.

## Publication originale
- Steindachner, 1867 : Reise der österreichischen Fregatte Novara um die Erde in den Jahren 1857, 1858, 1859 unter den Befehlen des Commodore B. von Wüllerstorf-Urbair (1861) - Zoologischer Theil - Erste Band - Amphibien p. 1-70 (texte intégral).